# جران
جران، هي قرية لبنانية من قرى قضاء البترون في محافظة الشمال.